# 具聖潤
具 聖潤（ク・ソンユン、韓: 구성윤、1994年6月27日 - ）は、大韓民国・ソウル特別市出身のプロサッカー選手。Kリーグ2・ソウルイーランドFC所属。ポジションはゴールキーパー（GK）。韓国代表。

## 経歴

### セレッソ大阪
在鉉高校時代の2010年に韓国高校最優秀ゴールキーパーに選ばれた。同年の済州島で開かれた全国大会に参加した際、セレッソ大阪の強化部長の目に留まり、18歳の誕生日を過ぎてすぐの2012年7月、入団テストを経て高校に在学しながらC大阪U-18に加入。8月には2種登録選手としてトップチームに登録された。
その実力を見出されて2013年より、正式にトップチームに加入。プロキャリアが始まった。韓国代表の正GKでもあるキム・ジンヒョンがいた事もあり、公式戦の出場は無かった。

### 北海道コンサドーレ札幌
2015年にJ1、J2の複数クラブが獲得に乗り出し、コンサドーレ札幌（現：北海道コンサドーレ札幌）へ完全移籍することを決めた。J2開幕の栃木戦に起用され、公式戦デビューとなる。イ・ホスンが持つ2011年開幕でクラブ最年少開幕GKの21歳2カ月を20歳8カ月で更新した。デビュー戦で2-0の後半ロスタイムに失点してしまうも2-1で勝利に貢献した。地元紙からは「Jリーグ初出場ながら好セーブを見せた」「堅守が光った」と称賛された。同年7月、東アジアカップに出場する韓国代表に初選出されるも、出場機会がなかった。
2016年6月、リオデジャネイロオリンピックに出場するU-23韓国代表に選出。正GKとして4試合中3試合に出場しベスト8入りに貢献した。11月には鹿島アントラーズから1億円超のオファーを受け、高く評価されていたが2日に断りの連絡を入れ、札幌に残留することになった。
2018年6月、ロシア・ワールドカップに出場する韓国代表の予備登録メンバーに選出。2019年9月5日に開催されたジョージア代表との親善試合にてA代表デビューを果たした。

### 大邱FC
2020年5月29日、新型コロナウイルスの影響でJリーグが中断する中、兵役義務のため当初の予定よりも早く韓国へ帰国することを決め、札幌から韓国の大邱FCへの完全移籍が発表された。

#### 兵役
2021年2月3日、兵役義務により金泉尚武FCに入隊する事が発表された。加入1年目の同年、リーグ年間最優秀GKに選出された。
2022年9月7日、兵役を終え大邱FCに戻る事が発表されたが、本人の申し出により日本のクラブへ移籍する為9月8日、双方合意のもと契約解除する事が発表された。日本のクラブへの移籍が完了しても、選手の追加登録期限が終了しており、2022年シーズンの出場は叶わなかった。

### 北海道コンサドーレ札幌復帰
2022年10月9日、3季ぶりに北海道コンサドーレ札幌に復帰することが発表された。10月に練習に合流し、2023年シーズンから出場可能となる。しかしベテランの菅野孝憲が正GKを務めたため、出場機会は復帰前よりも得られず、夏までにリーグ戦8試合の出場にとどまった。

### 京都サンガF.C.
2023年7月25日、出場機会を求めて京都サンガF.C.へ期限付き移籍。自身加入前に、正GK若原智哉が長期離脱したため、加入後即座に正GKの座を確保。以降は太田岳志とポジションを争い、8試合に出場した。
2024年1月10日、京都サンガF.C.に完全移籍。2024年シーズンはJ1リーグ32試合に出場したものの、2025年シーズン前半はJ1リーグ2試合とJリーグYBCルヴァンカップ1試合の出場に留まった。

### ソウルイーランドFC
2025年7月17日、Kリーグ2のソウルイーランドFCへの完全移籍が発表された。

## 所属クラブ
- 2007年 - 2009年  在鉉中学校
- 2010年 - 2012年  在鉉高等学校
- 2012年8月 - 同年12月  セレッソ大阪U-18
  - 2012年8月 - 同年12月  セレッソ大阪 (2種登録選手)
- 2013年 - 2014年  セレッソ大阪
- 2015年 - 2020年  コンサドーレ札幌 / 北海道コンサドーレ札幌
- 2020年 - 2022年9月  大邱FC
  - 2021年 - 2022年9月  金泉尚武FC (兵役)
- 2023年   北海道コンサドーレ札幌
  - 2023年7月 - 同年12月  京都サンガF.C.（期限付き移籍）
- 2024年 - 2025年7月  京都サンガF.C.
- 2025年7月 -  ソウルイーランドFC

## 個人成績
| 国内大会個人成績 | 国内大会個人成績 | 国内大会個人成績 | 国内大会個人成績 | 国内大会個人成績 | 国内大会個人成績 | 国内大会個人成績 | 国内大会個人成績 | 国内大会個人成績 | 国内大会個人成績 | 国内大会個人成績 | 国内大会個人成績 |
| 年度             | クラブ           | 背番号           | リーグ           | リーグ戦         | リーグ戦         | リーグ杯         | リーグ杯         | オープン杯       | オープン杯       | 期間通算         | 期間通算         |
| 年度             | クラブ           | 背番号           | リーグ           | 出場             | 得点             | 出場             | 得点             | 出場             | 得点             | 出場             | 得点             |
| 日本             | 日本             | 日本             | 日本             | リーグ戦         | リーグ戦         | リーグ杯         | リーグ杯         | 天皇杯           | 天皇杯           | 期間通算         | 期間通算         |
| ---------------- | ---------------- | ---------------- | ---------------- | ---------------- | ---------------- | ---------------- | ---------------- | ---------------- | ---------------- | ---------------- | ---------------- |
| 2013             | C大阪            | 27               | J1               | 0                | 0                | 0                | 0                | 0                | 0                | 0                | 0                |
| 2014             | C大阪            | 22               | J1               | 0                | 0                | 0                | 0                | 0                | 0                | 0                | 0                |
| 2015             | 札幌             | 25               | J2               | 33               | 0                | -                | -                | 1                | 0                | 34               | 0                |
| 2016             | 札幌             | 25               | J2               | 33               | 0                | -                | -                | 0                | 0                | 33               | 0                |
| 2017             | 札幌             | 25               | J1               | 33               | 0                | 3                | 0                | 0                | 0                | 36               | 0                |
| 2018             | 札幌             | 25               | J1               | 34               | 0                | 0                | 0                | 2                | 0                | 36               | 0                |
| 2019             | 札幌             | 25               | J1               | 33               | 0                | 1                | 0                | 0                | 0                | 34               | 0                |
| 2020             | 札幌             | 25               | J1               | 1                | 0                | 1                | 0                | -                | -                | 2                | 0                |
| 韓国             | 韓国             | 韓国             | 韓国             | リーグ戦         | リーグ戦         | リーグ杯         | リーグ杯         | FA杯             | FA杯             | 期間通算         | 期間通算         |
| 2020             | 大邱             | 52               | K1               | 17               | 0                | 0                | 0                | 2                | 0                | 19               | 0                |
| 2021             | 金泉             | 1                | K2               | 18               | 0                | 0                | 0                | 3                | 0                | 21               | 0                |
| 2022             | 金泉             | 1                | K1               | 15               | 0                | 0                | 0                | 1                | 0                | 16               | 0                |
| 日本             | 日本             | 日本             | 日本             | リーグ戦         | リーグ戦         | リーグ杯         | リーグ杯         | 天皇杯           | 天皇杯           | 期間通算         | 期間通算         |
| 2023             | 札幌             | 25               | J1               | 8                | 0                | 3                | 0                | 1                | 0                | 12               | 0                |
| 2023             | 京都             | 94               | J1               | 8                | 0                | -                | -                | -                | -                | 8                | 0                |
| 2024             | 京都             | 94               | J1               | 32               | 0                | 0                | 0                | 2                | 0                | 34               | 0                |
| 2025             | 京都             | 1                | J1               | 2                | 0                | 1                | 0                | 0                | 0                | 3                | 0                |
| 通算             | 日本             | 日本             | J1               | 151              | 0                | 9                | 0                | 5                | 0                | 165              | 0                |
| 通算             | 日本             | 日本             | J2               | 66               | 0                | -                | -                | 1                | 0                | 67               | 0                |
| 通算             | 韓国             | 韓国             | K1               | 32               | 0                | 0                | 0                | 4                | 0                | 36               | 0                |
| 通算             | 韓国             | 韓国             | K2               | 18               | 0                | 0                | 0                | 3                | 0                | 21               | 0                |
| 総通算           | 総通算           | 総通算           | 総通算           | 267              | 0                | 9                | 0                | 13               | 0                | 289              | 0                |

- 2012年 2種登録選手としての公式戦出場は無し

| 国際大会個人成績 | 国際大会個人成績 | 国際大会個人成績 | 国際大会個人成績 | 国際大会個人成績 |
| 年度             | クラブ           | 背番号           | 出場             | 得点             |
| AFC              | AFC              | AFC              | ACL              | ACL              |
| ---------------- | ---------------- | ---------------- | ---------------- | ---------------- |
| 2014             | C大阪            | 22               | 0                | 0                |
| 通算             | AFC              | AFC              | 0                | 0                |

- Jリーグ初出場 - 2015年3月15日 J2第1節 栃木SC戦 (栃木県グリーンスタジアム)

## タイトル

### クラブ
在鉉中学校
- 秋季連盟戦（2008年）

在鉉高校
- ソウル市長杯（2010年）

北海道コンサドーレ札幌
- J2リーグ（2016年）

金泉尚武FC
- Kリーグ2 (2021年)

### 代表
韓国代表
- EAFF E-1サッカー選手権（2019年）

### 個人
- 札幌ドームMVP賞 (2017年)
- 韓国高校最優秀ゴールキーパー（2010年）
- Kリーグ2最優秀ゴールキーパー（2021年）

## 代表歴
- 2012年 U-19韓国代表[21]
- 2014年 U-21韓国代表
  - CFA国際ユース(U-21)サッカートーナメント
- 2015年 U-22韓国代表
- 2016年 U-23韓国代表
  - AFC U-23選手権2016
  - リオデジャネイロオリンピック
- 2015年- 韓国代表
  - 東アジアカップ2015
  - 2018 FIFAワールドカップ・アジア3次予選
  - 2018 FIFAワールドカップ（予備登録）
  - 2022 FIFAワールドカップ・アジア2次予選
  - EAFF E-1サッカー選手権2019

### 試合数
- 国際Aマッチ 4試合 0得点（2019年 - 2020年）

| 韓国代表 | 国際Aマッチ | 国際Aマッチ |
| 年       | 出場        | 得点        |
| -------- | ----------- | ----------- |
| 2019     | 2           | 0           |
| 2020     | 2           | 0           |
| 通算     | 4           | 0           |